# U 52 (U-Boot, 1916)
U 52 war ein diesel-elektrisches U-Boot der deutschen Kaiserlichen Marine, das im Ersten Weltkrieg zum Einsatz kam.

## Einsätze
U 52 lief am 8. Dezember 1915 bei der Germaniawerft in Kiel vom Stapel und wurde am 16. März 1916 in Dienst gestellt. Die Kommandanten des U-Bootes waren der zeitlichen Reihenfolge nach Hans Walther, Johannes Spieß, Siegfried Claaßen, Waldemar Haumann und Franz Krapohl.
U 52 führte während des Ersten Weltkriegs vier Feindfahrten im östlichen Nordatlantik und im Mittelmeer durch. Dabei wurden insgesamt 28 Handelsschiffe der Entente und neutraler Staaten mit einer Gesamttonnage von 71.225 BRT versenkt. Außerdem gelang die Versenkung mehrerer Kriegsschiffe. Unter anderem wurde am 19. August 1916 der britische Leichte Kreuzer Nottingham mit 5.400 BRT vor der Küste Schottlands versenkt. Am 25. November 1916 konnte U 52 das französische Linienschiff Suffren mit 12.750 BRT in der Nähe von Lissabon versenken.

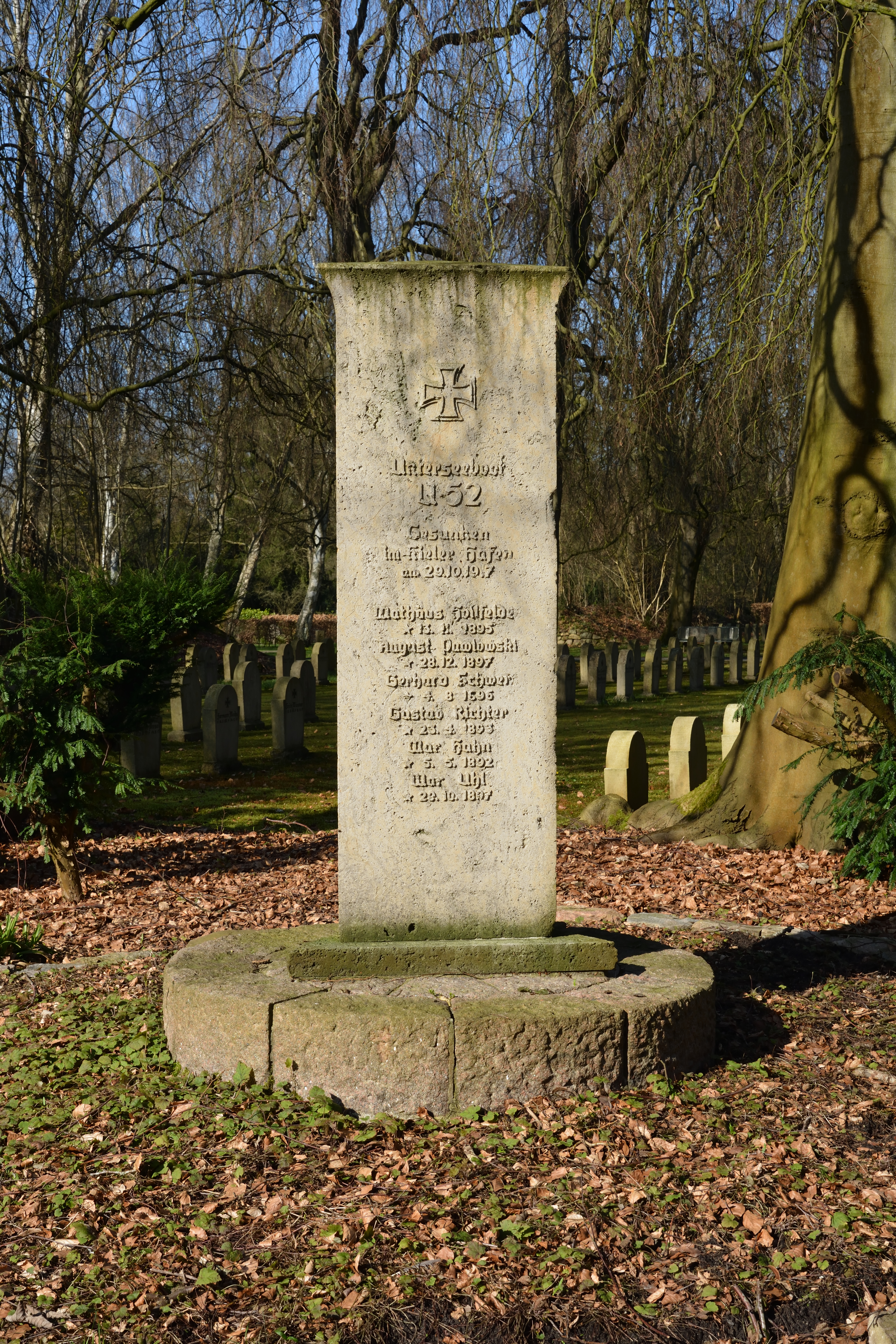
Ehrenmal auf dem Nordfriedhof Kiel

Ende Oktober 1917 kam es bei Kiel, am Eingang zum Kaiser-Wilhelm-Kanal, zu einer Torpedoexplosion im Hecktorpedoraum, infolgedessen U 52 etwa auf der Position 54° 20′ N, 10° 10′ O sank. Sechs Besatzungsmitglieder kamen bei dem Unfall ums Leben. Auf dem Nordfriedhof Kiel gibt es ein Ehrenmal mit den Namen der Getöteten. Am 31. Oktober 1917 wurde das U-Boot gehoben und wieder instand gesetzt.

## Verbleib
Am 21. November 1918 wurde U 52 an das Vereinigte Königreich ausgeliefert und 1922 in Swansea verschrottet.